# 国际机场站
国际机场站（維吾爾語：خەلقئارا ئايروپورت بېكىتى‎，拉丁维文：Xelq'ara Ayroport békiti）是乌鲁木齐地铁1号线与乌鲁木齐国际机场捷运的地铁车站，是一个换乘站，位于中国新疆维吾尔自治区乌鲁木齐市新市区乌鲁木齐天山国际机场T2航站楼南侧地下，1号线车站于2018年10月25日开通，机场捷运车站于2025年4月17日开通。本站为1号线北端终点站，也同为机场捷运南端终点站，同时，本站为乌鲁木齐地铁系统最西端车站，且自开通日起，取代昆明地铁车家壁站，成为中国最西端的城市轨道交通车站。

## 车站结构

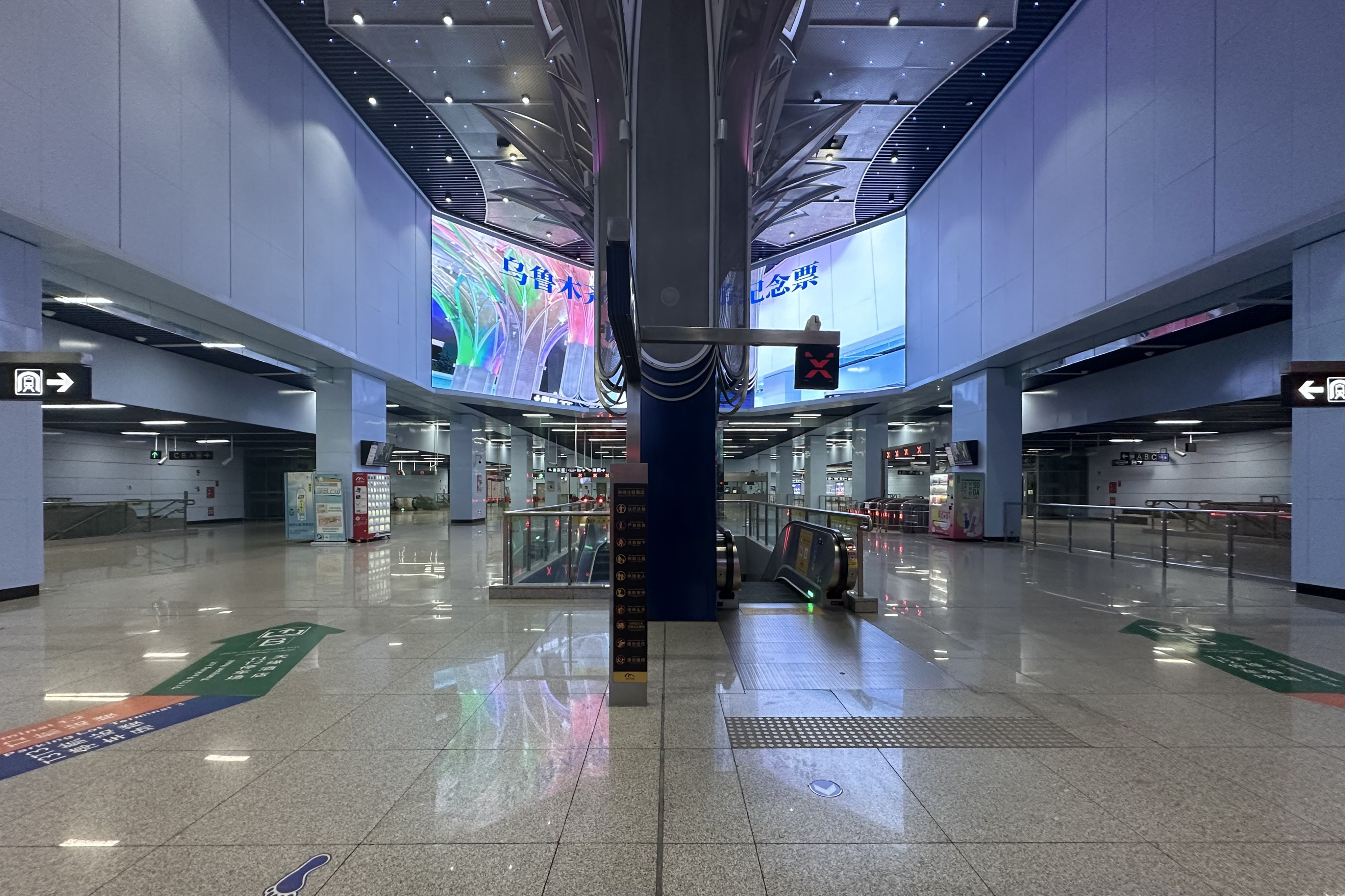
站厅

国际机场站于T2航站楼南侧东西向设置，为地下三层一岛两侧混合式站台车站，车站长179.1米，宽41.7米，车站地下一层为设备层，采用镂空中庭设计，地下二层为站厅层，地下三层为站台层。由于机场捷运免费运营，两线采用出站换乘方式，换乘乘客需在站厅层进出站后换乘，车站中部岛式站台仅供1号线使用，北侧站台供1号线落客使用，机场捷运仅使用南侧侧式站台上落客，站台均设置全高站台门。
1号线车站东侧设有一条单渡线，西侧设有一组交叉渡线，供1号线列车折返使用，机场捷运车站西侧设有一条单渡线。同时，1号线南侧轨道与机场捷运北侧轨道设有一条单渡线，供两线调车使用。
| 地面              | 出入口 | A、B、C出入口 |
| 地下一层          | 设备   | 车站设备 |
| 地下二层          | 站厅   | 客服中心、自动售票机、验票机 |
| 地下三层          | 站台   | \| 側式 · 開右邊车门 \| \| \| \| \| \| █ 1号线落客 \| \| \| \| █ 1号线往三屯碑（大地窝堡） \| \| 島式 · 開右邊车门 \| \| \| \| \| \| █ 机场捷运未启用轨道 \| \| \| \| █ 机场捷运往国际机场北（終點站） \| \| 側式 · 開左邊车门 \| \| \| |
| 側式 · 開右邊车门 |        | |
|                   |        | █ 1号线落客 |
|                   |        | █ 1号线往三屯碑（大地窝堡） |
| 島式 · 開右邊车门 |        | |
|                   |        | █ 机场捷运未启用轨道 |
|                   |        | █ 机场捷运往国际机场北（終點站） |
| 側式 · 開左邊车门 |        | |

## 车站出口
国际机场站共有3个出入口，各出口及周围设施如下所示：
| 编号                | 出入口信息                       | 照片 | 无障碍设施 |
| ------------------- | -------------------------------- | ---- | ---------- |
| A · 出口            | 国际机场T1、T2航站楼             |      | 不適用     |
| B · 出口 · （设有） | 天缘酒店、中国南方航空新疆分公司 |      |            |
| C · 出口            | 国际机场T3航站楼                 |      | 不適用     |
| 图例： 设有         |                                  |      |            |

## 接驳交通
由于乌鲁木齐天山国际机场T1、T2、T3航站楼停运改造，所有航班转场至北航站区，车站已无法提供直连航站楼的服务，乘机旅客均需在本站换乘机场捷运前往位于北航站区综合交通中心的国际机场北站。

### 公交车
- 地铁国际机场站：27路，153路，D017路
- 贵港路：5302路

## 车站历史
- 2015年
  - 4月16日，车站开始围挡施工。
  - 6月4日，车站土方开挖。
  - 11月15日，车站主体结构封顶[4]。
- 2018年10月25日，1号线车站随1号线北段通车开通[1]。
- 2025年4月17日，机场捷运车站开通，车站成为换乘车站[2]。